# Гитиньер
Гитинье́р (фр. Guitinières) — коммуна во Франции, находится в регионе Пуату — Шаранта. Департамент коммуны — Шаранта Приморская. Входит в состав кантона Жонзак. Округ коммуны — Жонзак.
Код INSEE коммуны — 17187.

## Население
Население коммуны на 2010 год составляло 419 человек.
| 1962 | 1968 | 1975 | 1982 | 1990 | 1999 | 2010 |
| ---- | ---- | ---- | ---- | ---- | ---- | ---- |
| 371  | 371  | 378  | 327  | 343  | 371  | 419  |